# Lakulo
Lakulo is een bestuurslaag in het regentschap Belu van de provincie Oost-Nusa Tenggara, Indonesië. Lakulo telt 1871 inwoners (volkstelling 2010).